# Martin Winterkorn
Martin Winterkorn (24. května 1947, Leonberg, Bádensko-Württembersko) je německý manažer, bývalý předseda rady ředitelů firmy Volkswagen AG. Na tuto funkci rezignoval 23. září 2015 v reakci na skandál s falšováním emisí vozů této automobilky v USA.